# ТГ-5
ТГ-5 — советский проект сверхтяжёлого танка массой более 1000 тонн межвоенного периода. Разрабатывался в 1931 году конструкторским бюро завода «Большевик» ОКБ-5 под руководством немецкого инженера-конструктора Эдварда Гротте.

## История создания
В марте 1930 года для оказания технической помощи в Советский Союз были приглашены иностранные специалисты, в числе которых был немецкий инженер Эдвард Гротте. Под его руководством к осени 1931 года на ленинградском заводе «Большевик» был разработан и изготовлен опытный средний танк ТГ, не пошедший в серию из-за высокой сложности, огромной стоимости и ошибок при проектировании. Однако, Гротте также предлагал советскому правительству целую серию тяжелых и сверхтяжелых машин, увенчанную исполинским 1000-тонным «наземным линкором». По его замыслу это должна была быть машина с 3 или 6 башнями, в которых было бы установлено более десятка орудий, и бронёй до 300 мм. В движение конструкцию должны были приводить 2—4 корабельных двигателя мощностью по 24 000 л. с. каждый, которые, согласно расчётам, должны были в сочетании с гидромеханической трансмиссией обеспечивать танку скорость до 60 км/ч. В ходовой части должны были использоваться тройные гусеницы и гидравлическая подвеска. Танк не был реализован ввиду чрезвычайно громоздкой и сложной для освоения в производстве конструкции, делавшей его постройку фактически нереальной. Примечательно, что в период Второй мировой войны в нацистской Германии рассматривался проект очень схожей машины, выполненный тем же автором — 1000-тонного танка Ratte. По ряду данных, проект был разработан на основании ранних идей Гротте.